# Твен (Каліфорнія)
Твен (англ. Twain) — переписна місцевість (CDP) в США, в окрузі Плумас штату Каліфорнія. Населення — 75 осіб (2020).

## Географія
Твен розташований за координатами 40°2′8″ пн. ш. 121°2′25″ зх. д. / 40.03556° пн. ш. 121.04028° зх. д. (40.035501, -121.040367).  За даними Бюро перепису населення США в 2010 році переписна місцевість мала площу 18,62 км², уся площа — суходіл.

## Демографія
Згідно з переписом 2010 року, у переписній місцевості мешкали 82 особи в 40 домогосподарствах у складі 25 родин. Густота населення становила 4 особи/км².  Було 57 помешкань (3/км²).
Расовий склад населення:
| - 91,5 % — білих - 2,4 % — корінних американців - 2,4 % — осіб інших рас |

До двох чи більше рас належало 3,7 %. Частка іспаномовних становила 17,1 % від усіх жителів.
За віковим діапазоном населення розподілялося таким чином: 12,2 % — особи молодші 18 років, 67,1 % — особи у віці 18—64 років, 20,7 % — особи у віці 65 років та старші. Медіана віку мешканця становила 55,3 року. На 100 осіб жіночої статі у переписній місцевості припадало 82,2 чоловіків;  на 100 жінок у віці від 18 років та старших — 84,6 чоловіків також старших 18 років.
Цивільне працевлаштоване населення становило 0 осіб. 